# Марано Тичино
Марано Тичино (итал. Marano Ticino) је насеље у Италији у округу Новара, региону Пијемонт.
Према процени из 2011. у насељу је живело 1500 становника. Насеље се налази на надморској висини од 257 м.

## Становништво
Према резултатима пописа становништва 2011. у општини је живело 1.554 становника.
| 1936. | 1951. | 1961. | 1971. | 1981. | 1991. | 2001. | 2011. |
| ----- | ----- | ----- | ----- | ----- | ----- | ----- | ----- |
| 904   | 945   | 981   | 1.096 | 1.285 | 1.328 | 1.407 | 1.554 |